# UFC Fight Night: Blaydes vs. Lewis
UFC Fight Night: Blaydes vs. Lewis (även UFC Fight Night 185, UFC on ESPN+ 43 och UFC Vegas 19) var en MMA-gala anordnad av UFC. Den ägde rum 20 februari 2021 vid UFC APEX i Las Vegas, NV, USA.

## Bakgrund
Huvudmatchen var en tungviktsmatch mellan Curtis Blaydes och Derrick Lewis. De två var ursprungligen kontrakterade att mötas som huvudmatch vid UFC on ESPN: Smith vs. Clark 28 november 2020, men den matchen ströks då Blaydes testade positivt för covid-19.

## Ändringar
Invicta FC:s före detta bantamviktsmästare Jana Kunitskaja och Ketlen Vieira möttes vid den här galan. Den ursprungliga matchningen var till UFC Vegas 5 augusti 2020, men flyttades till UFC Vegas 6 en vecka senare där Vieira fick problem med sitt visum och tvingades dra sig ur.
Bara timmar innan galan meddelade ESPN att Luis Peña via twitter berättat att hans match mot Drakkar Klose strukits då en person i Kloses hörna testat positivt för covid-19.
När Chas Skelly redan stod i buren meddelades det att hans motståndare Jamall Emmers  upplevde sådan ryggkramp, back spasms, under uppvärmningen att han inte kunde tävla och matchen ströks.

### Invägning
Vid invägningen strömmad via Youtube vägde utövarna följande:
1. ↑  Rodriguez missade vikten och fick böta 30% av sin purse till motståndaren.'"`UNIQ--ref-00000003-QINU`"'
2. ↑  Gordon missade vikten och fick böta 30% av sin purse till motståndaren.'"`UNIQ--ref-00000005-QINU`"'
3. ↑  Alves missade vikten med så mycket, mer än en hel viktklass, att matchen ströks.'"`UNIQ--ref-00000007-QINU`"'
4. ↑  Vieira missade vikten och fick böta 20% av sin purse till motståndaren.'"`UNIQ--ref-00000009-QINU`"'

## Resultat

### Bonusar
Följande MMA-utövare fick bonusar om 50 000 USD vardera:
- Fight of the Night: Ingen utdelad
- Performance of the Night: Derrick Lewis, Chris Daukaus, Tom Aspinall och Aiemann Zahabi